# Rudi Istenič
Rudi Istenič (Keulen, 10 januari 1971) is een voormalig Sloveens voetballer, die werd geboren in de Bondsrepubliek Duitsland (West-Duitsland). Hij beëindigde zijn carrière in 2006 bij SV Siegfried Materborn 1927, en speelde als middenvelder gedurende zijn loopbaan.

## Interlandcarrière
Onder leiding van bondscoach Zdenko Verdenik maakte Istenič zijn debuut voor het Sloveens nationaal elftal op 6 september 1997 in de WK-kwalificatiewedstrijd tegen Griekenland (0-3), net als Milan Osterc. Istenič speelde in totaal zeventien interlands (nul doelpunten) en nam met Slovenië deel aan het EK voetbal 2000 in België en Nederland, maar kwam daar niet in actie.